# Exophthalmus
Exophthalmus  (van Oudgrieks ἐκ, ek, eruit, naar buiten, en ὀφθαλμός, ophthalmos, oog) is de medische benaming voor het gaan uitpuilen van de oogbol. Hiervoor zijn verschillende oorzaken. Soms is de oogbol te groot (macroftalmie). Exophthalmus treedt ook op indien zogenaamde retrobulbaire processen, processen die achter de oogbol gelegen zijn, de oogbol naar buiten drukken. Dit kan gebeuren in geval van kwaadaardige gezwellen, maar is vooral bekend vanwege het optreden bij de ziekte van Graves, waarbij de exophthalmus wordt veroorzaakt door het opzwellen van de oogspieren. De exophthalmus kan zich dan uiten doordat het oogwit boven de iris zichtbaar wordt, terwijl dat in normale rustsituatie niet zichtbaar is. Dit verschijnsel kan nog verder worden versterkt doordat bij endocriene exophthalmus sprake kan zijn van het symptoom van Von Graefe: als gevolg van prikkeling van de musculus tarsalis van Müller treedt retractie van het bovenooglid op.
Exophthalmus kan zeer nadelige gevolgen hebben voor het oog: als de oogleden niet goed meer gesloten kunnen worden, waardoor het hoornvlies continu wordt blootgesteld aan de buitenlucht, kan uitdroging van het hoornvlies ontstaan, wat tot blijvende beschadiging hiervan kan leiden.
De mate van exophthalmus kan worden gemeten met behulp van de zogenaamde exoftalmometer volgens Hertel.